# Обрегон, Хорхе
Хо́рхе Леона́рдо Обрего́н Ро́хас (исп. Jorge Leonardo Obregón Rojas; род. 29 марта 1997 года, Пуэрто-Техада,  Колумбия) — колумбийский футболист, атакующий полузащитник хорватского клуба «Риека».

## Клубная карьера
Обрегон начал карьеру в «Санта-Фе». 1 ноября 2015 года в матче против «Энвигадо» он дебютировал в Кубке Мустанга. В начале 2016 года Хорхе для получения игровой практики на правах аренды перешёл в «Льянерос» из Вильявисенсио. 14 февраля в матче против «Барранкильи» он дебютировал в колумбийской Примере B. 6 марта в поединке против «Реал Сантандер» Хорхе забил свой первый гол за «Льянерос». По окончании аренды он вернулся в «Санте-Фе».
В начале 2018 года для получения игровой практики Обрегон на правах аренды перешёл в «Реал Картахена». 13 февраля в матче против «Орсомарсо» он дебютировал за новый клуб.

## Международная карьера
В 2017 года Обрегон в составе молодёжной сборной Колумбии принял участие в молодёжного чемпионата Южной Америки в Эквадоре. На турнире он сыграл в матчах против команд Парагвая, Чили, Венесуэлы, Уругвая, а также дважды против Бразилии и Эквадора. В поединке против эквадорцев Хорхе забил гол.